# Yongdingmen

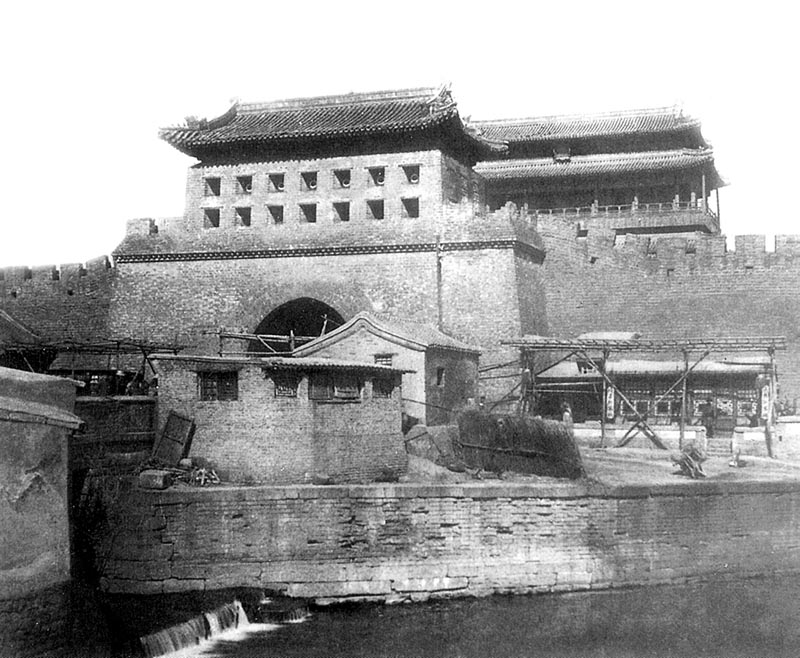
La Porta Yongdingmen nel 1950, poco prima della demolizione.

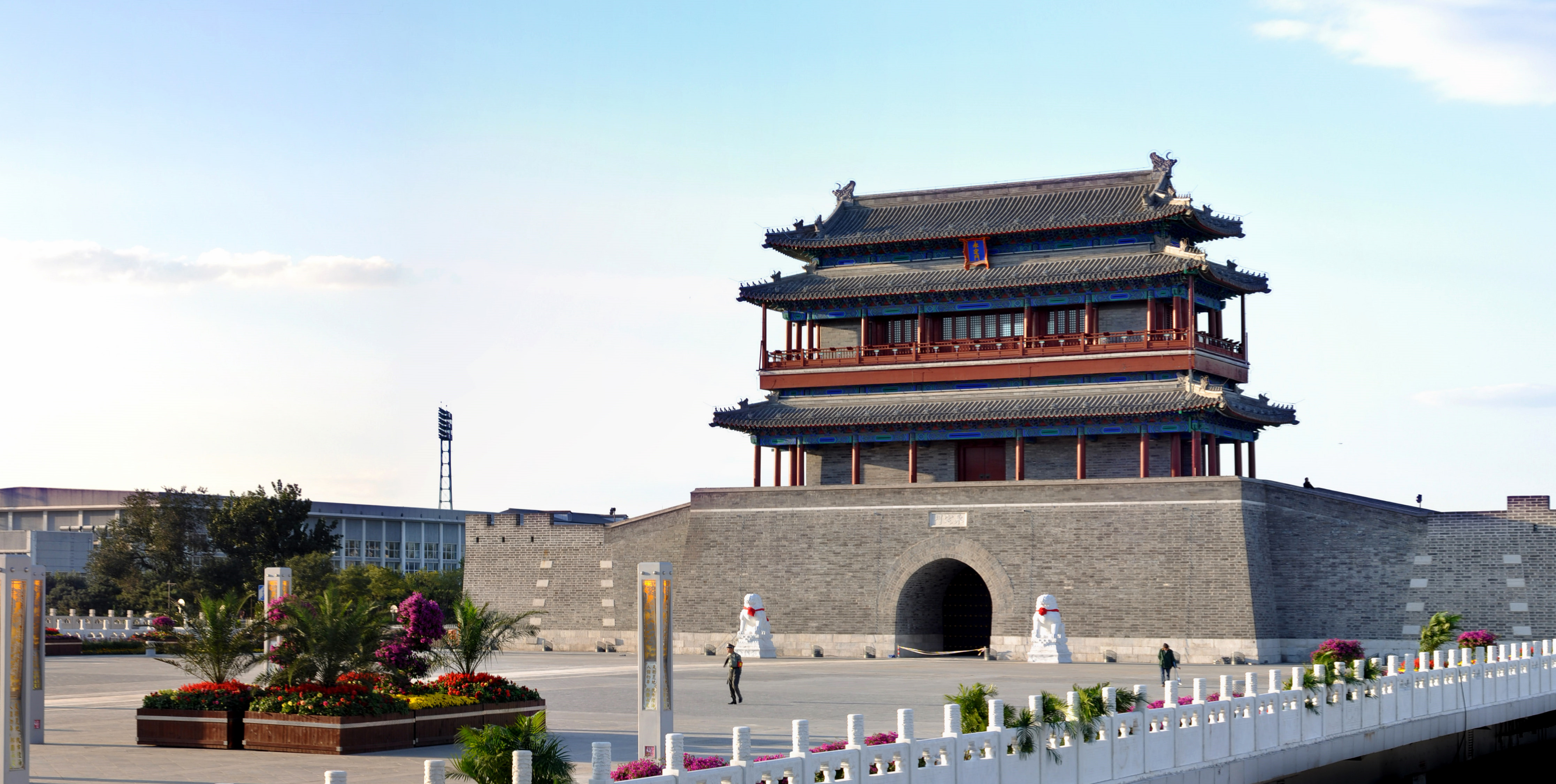
La ricostruita Porta Yongdingmen oggi.

Yongdingmen (cinese: 永定門T, 永定门S, YǒngdìngménP, lett. "Porta dell'Eterna Stabilità") era la porta fortificata che permetteva l'accesso alla Città Esterna nell'antica Pechino. Costruita nel 1553 sotto la dinastia Ming, fu demolita negli anni '50 per far posto al nuovo sistema stradale di Pechino. Nel 2005, fu ricostruita nel sito originario. La nuova porta è scollegata dalla strada originale che conduceva tramite la porta in città. 

## Storia
La Porta dell'Eterna Stabilità (Yongdingmen) venne realizzata nella seconda metà del XVI secolo nel generale contesto d'ampliamento delle fortificazioni di Pechino voluto dall'imperatore Ming Jiajing che portò alla costruzione della Città Esterna. Yongdingmen divenne il nuovo estremo meridionale dell'asse viario che, dipartendo dalla Porta Meridiana della Città Proibita dirigeva a sud passando per la Porta Tiananmen (Città imperiale) e poi per la porta Zhengyangmen (Città Interna).
Durante la Ribellione dei Boxer, l'11 giugno 1900, il segretario della legazione giapponese in Cina, Sugiyama Akira (杉山 彬?) , fu attaccato e ucciso dai soldati musulmani del generale Dong Fuxiang, intenti a sorvegliare la parte meridionale delle mura cittadine, presso Yongdingmen. 
Come il resto della Città Esterna, Yongdingmen venne demolita nel corso degli anni '50 per decongestionare il traffico urbana e permettere la crescita infrastrutturale di Pechino. È stata interamente ricostruita nel 2005, seppur collocata fuori asse rispetto al sito originario per questioni di convenienza urbanistica, nel più generale contesto della renovatio imperii che sta interessando la gestione del patrimonio culturale cinese degli ultimi due decenni.

## Descrizione
Situata nel centro del muro meridionale della Città Esterna di Pechino, la Yongdingmen era la più grande delle porte d'accesso meridionali della città. Rispetto alle altre porte della cinta muraria esterna, aveva un aspetto più maestoso, richiamante lo stile Xieshanding multi-gronda con piastrelle grigie smaltate di verde delle porte-torri della Città Interna. Si elevava per due piani, ciascuno di 5x3 stanze (24x10,5 m), per un'altezza di 26 metri. La torre di guardia era di piccole dimensioni: 3x1 stanza (12,8x6,7 m), in stile Xieshanding a gronda singola con tegole grigie. Aveva due livelli di balestriere: sette su ogni livello sulla faccia meridionale e tre su ogni livello sui lati orientale e occidentale. Un unico arco era posizionato direttamente sotto la piattaforma della torre di guardia. Caso unico per le porte della Città Esterna, Yongdingmen era rinforzata da un barbacane di pianta rettangolare, misurante 42 metri da est a ovest e 36 metri da nord a sud, con angoli curvi.